# Церковь Святой Троицы (Стейт-Колледж)
Церковь Святой Троицы — православный храм, относящийся к Епархии Питтсбурга и Западной Пенсильвании Православной церкви в Америке. Расположен в университетском городе Стейт-Колледж в округе Сентер штата Пенсильвания, США.

## История
Открытие православного центра в городе Стэйт-Колледж обусловлено возросшим количеством православных студентов и преподавателей в Университете штата Пенсильвания.
Церковь Святой Троицы была основана в 1980 году и располагалась на территории кампуса университета. Со временем приход стал привлекать все больше и больше людей.
В 1993 году небольшая группа из 16 человек решили приобрести здание на улице Саут-Спаркс, 119, где в настоящее время располагается храм.
В связи с ростом прихожан, в 2006 году были проведены строительные работы, связанные с расширением пространства для богослужений. В августе 2010 года основной этап этой работы был завершён установкой новой иконографии.
В 2014 году решением прихожан была одобрена покупка здания, расположенного в непосредственной близости от храма. Новое здание с офисами прихода, классами воскресной школы, студенческой комнатой отдыха, гостевой комнатой, библиотекой, помещениями для встреч и просторным складским помещением было официально открыто в январе 2016 года.

## Миссионерство
Расположение храма в пределах университетского кампуса позволило нести православную веру среди студенческого сообщества. В 1997 году настоятель храма от. Джон Ривз (John Reeves) стал капелланом отделения Православного христианского братства (OCF) в штате Пенсильвания. За прошедшие годы несколько выпускников отделения стали миссионерами или членами духовенства.
В 1998 году диакон Марк Олейник стал администратором программы Воскресной школы Святой Троицы и директором христианского образования. Под его руководством церковная школа Святой Троицы выросла и насчитывает более 60 детей, которых учат около десятка учителей в 5 классах, от детского сада до двенадцатого класса.